# Giovani Calciatori Vigevanesi 1933-1934
Questa pagina raccoglie i dati riguardanti la Giovani Calciatori Vigevanesi nelle competizioni ufficiali della stagione 1933-1934.